# アンナ・カロリーナ・オジェルスカ
アンナ・カロリーナ・オジェルスカ（Anna Karolina Gräfin Orzelska, 1707年11月23日 - 1769年9月27日）は、ポーランドとザクセンの統治者アウグスト強王の庶出の娘。オジェルスカ伯爵夫人、結婚に伴いシュレースヴィヒ＝ホルシュタイン＝ゾンダーブルク＝ベック公妃。

## 生涯
アウグスト強王とヘンリエッテ・レナールの間に生まれた婚外子である。母や継父の元で育ち、1721年または1722年に母と死別する。
1723年、16歳の時に異母兄の1人フリードリヒ・アウグスト・ルトフスキによって見つけ出され、ドレスデン宮廷に引き取られた。ルトフスキは初めアンナをフェンシングの女性剣士として紹介したため、アンナは父王に初めて目通りするとき士官の制服を着用していた。彼女が制服を着けた肖像画が、ルイ・ド・シルヴェストルによって描かれている。父王は美貌と知性を備えたアンナを非常に可愛がった。1724年9月19日、アンナは王の子として正式に法的認知を受け、ポーランド貴族オジェルスカ伯爵夫人（女伯爵）の爵位を受け、ワルシャワ市内の青の宮殿の居住権を与えられた。彼女は王の寵愛を背景に瞬く間にワルシャワの排他的な上流サークルの女主人となり、王家のメンバーの中でも相当な優位に立った。しかし諸侯や大貴族たちからは、成り上がり者として憎悪と嫉妬の目で見られた。
バイロイト辺境伯夫人ヴィルヘルミーネから出た噂によって、オジェルスカ伯爵夫人は実父のアウグスト強王及び異母兄ルトフスキ伯爵と肉体関係にある、と触れ回られるようになった。アンナが父や兄と本当に近親相姦関係にあったのか、宮廷人たちの悪意あるゴシップに過ぎなかったのか、判然としない。ただし同時代人たちの証言によると、オジェルスカ伯爵夫人は性的に放縦な生活を送っていたようであり、また好んで男装をし、いつも騎馬服や軍服を着ていたという。
1728年2月、オジェルスカは父フリードリヒ・ヴィルヘルム1世と一緒にドレスデンを訪問したプロイセン王太子フリードリヒ（後の大王）に、自分の裸身を見せて誘惑した。プロイセン王は息子がオジェルスカ伯爵夫人と親密に付き合うのを禁じたが、2人の密かな肉体関係は、同年にアウグスト強王が返礼のベルリン訪問に娘を連れてきたことで、しばらく続いた。しかしこの訪問の後は、2人が逢うことは不可能になった。19世紀ドイツの、及び現代の一部の歴史家たちは、フリードリヒ大王にとってオジェルスカ伯爵夫人との情事は人生初の女性体験だったのみならず、おそらく生涯で唯一の大恋愛だったと見なした。
オジェルスカは父王の計らいにより、1730年8月10日ドレスデンにて、シュレースヴィヒ＝ホルシュタイン＝ゾンダーブルク＝ベック公フリードリヒ・ヴィルヘルム2世の弟カール・ルートヴィヒ公子と結婚した。支度された持参金は30万ターラーの巨額に上った。夫婦の間には一人息子カール・フリードリヒ（1732年 - 1772年）が生まれた。結婚して3年後、オジェルスカの後ろ盾だった父アウグスト強王が死去した。父の死は夫が彼女の許を離れ、ドレスデンを去ってプロイセン領のケーニヒスベルクへ移住する契機となった。その後40年ほどの長い半生を、彼女はごくわずかな知人を頼りながらローマ、ヴェネツィア、アヴィニョンで過ごした。晩年は病を得てグルノーブルで療養生活に入り、1769年に同地で死去した。

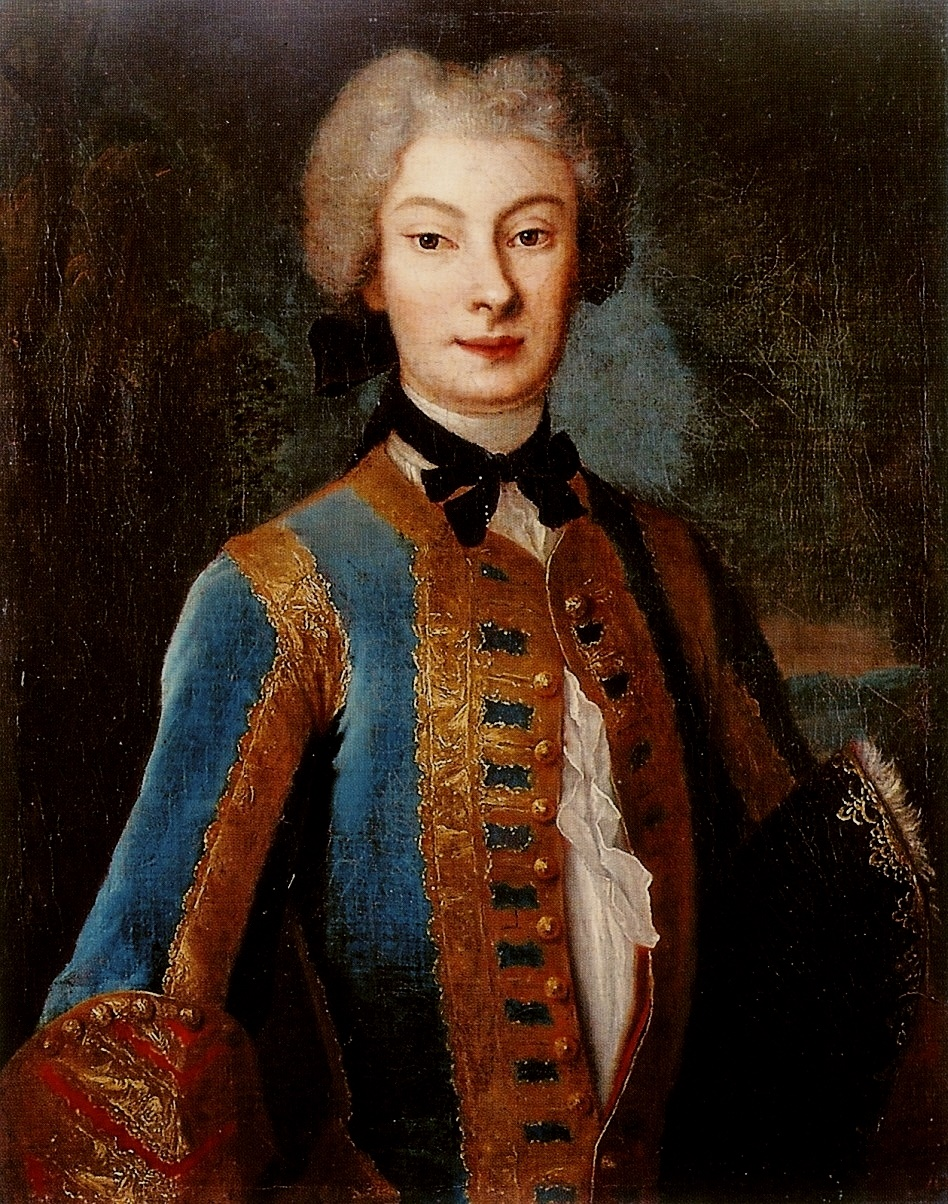
ルイ・ド・シルヴェストル（英語版）: 男性の制服を着けたオジェルスカ、1725年
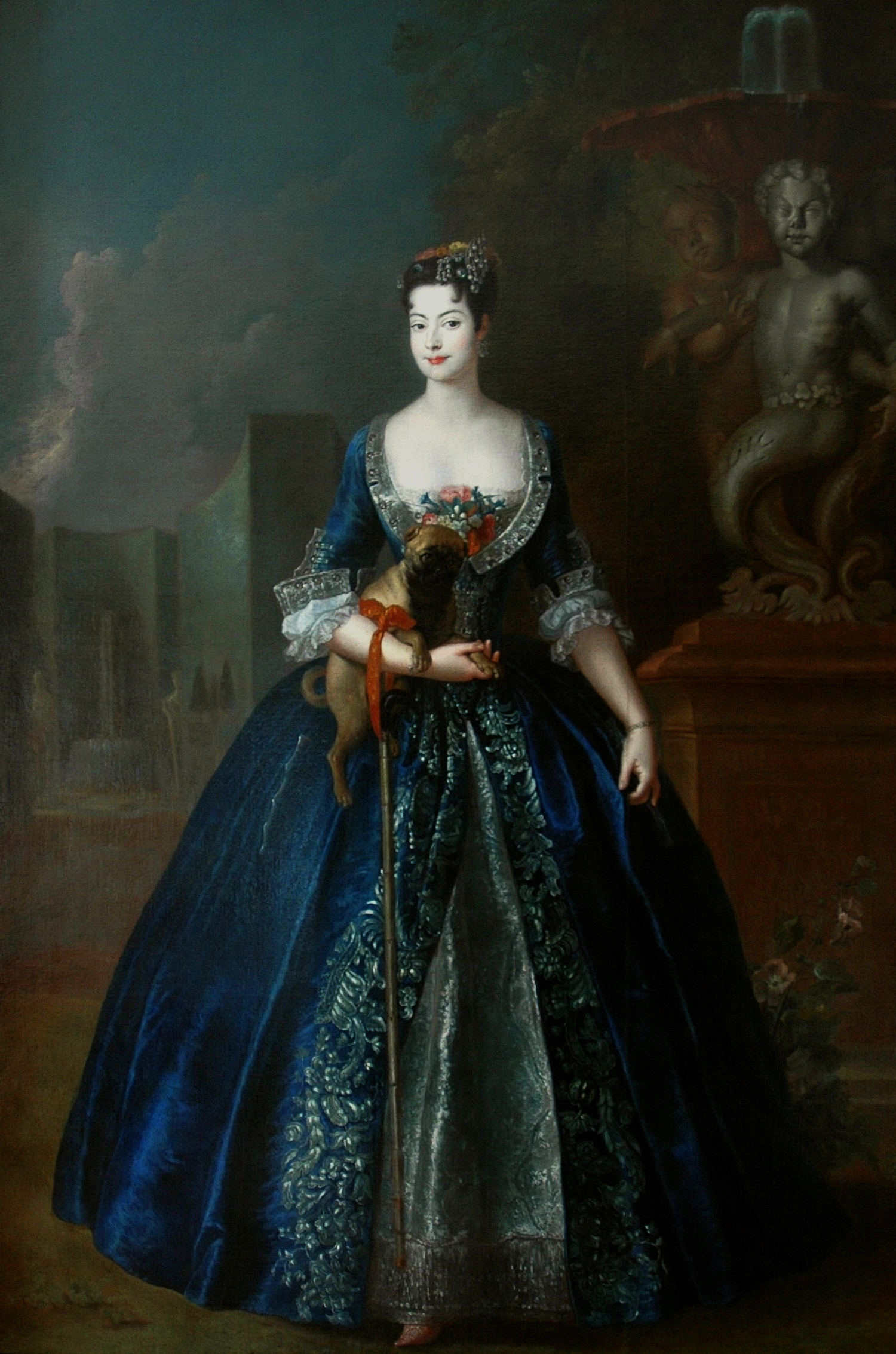
アントワーヌ・ペーヌ: オジェルスカ伯爵夫人、1730年頃
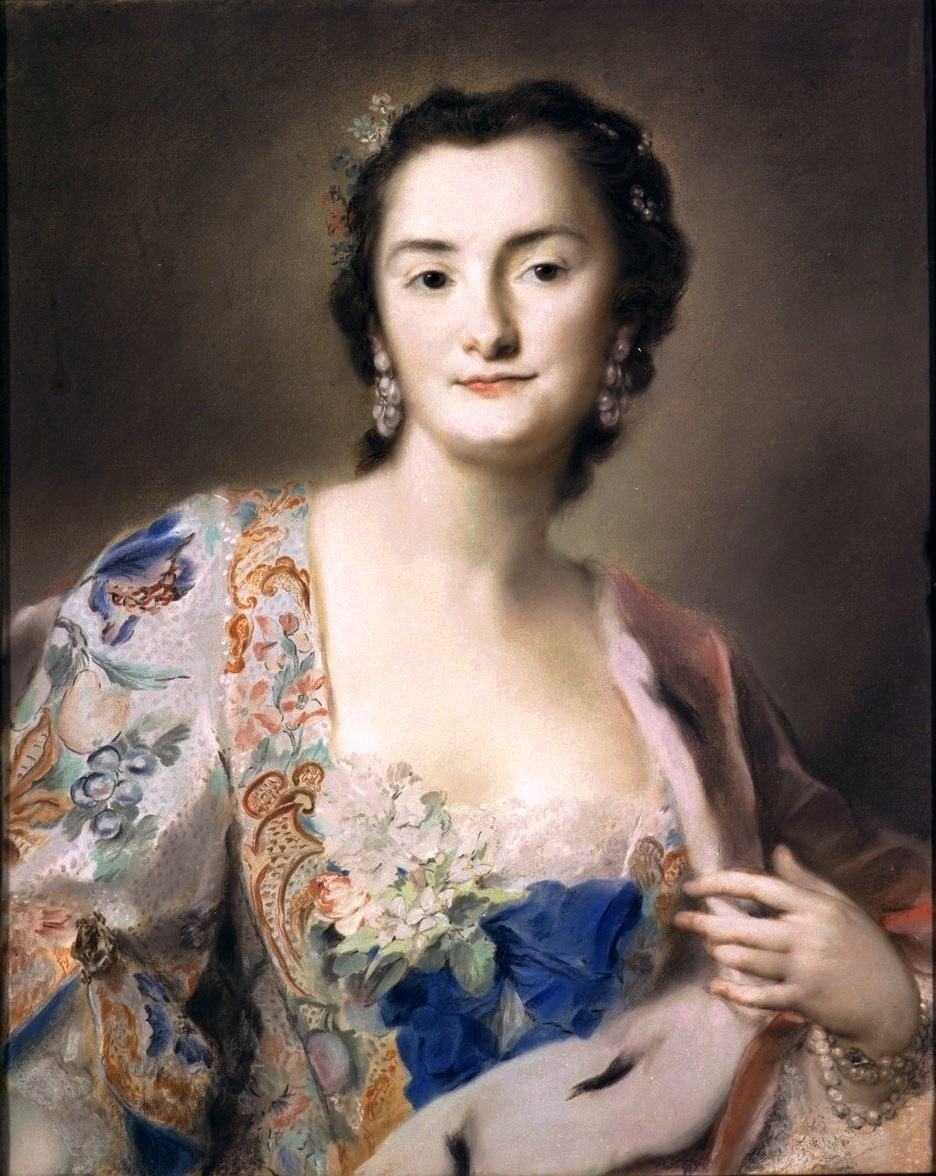
ロザルバ・カッリエーラ: オジェルスカ伯爵夫人、1730年頃

## 引用
1. ↑  Hermann Brockhaus (Hrsg.): Allgemeine Encyclopädie der Wissenschaften und Künste. Leipzig 1860, Band 70: Glimes–Gnandstein. S. 326, Sp. 1. (books.google.de).
2. ↑  Johannes Scherr: Die Geschichte der Deutschen Frauen. Leipzig 1860, Band III, S. 408, Anm. 156. (books.google.de).
3. 1 2  Tom Goeller: Der Alte Fritz – Mensch, Monarch, Mythos. Hoffmann und Campe, 2011. ISBN 978-3-455-50219-0 Digitalisat
4. ↑  Robert Schultheß: Friedrich und Voltaire in ihrem persönlichen und litterarischen Wechselverhältnisse. Nordhausen 1860. S. 2 f. ().